# Casimcea
Casimcea es una comuna ubicada en el distrito de Tulcea, Rumania.

## Superficie
Posee una superficie de 246,2 kilómetros cuadrados.

## Demografía
Hasta 2021 la población era de 2555 habitantes, con una densidad de población de 10,38 habitantes por kilómetro cuadrado.